# Auckland
Thành phố Auckland (tên không chính thức Central Auckland) là một thẩm quyền lãnh thổ nằm trên eo đất Auckland và các đảo của vịnh Hauraki. Vùng đô thị Auckland bao gồm các vùng đô thị của thành phố này và các thành phố lân cận, đó là North Shore, Waitakere và Manukau, cùng với các phần của Papakura, Rodney, Franklin District gần đó.
Thành phố Auckland là thành phố lớn nhất ở New Zealand, với dân số ước tính sơ bộ khoảng 1.454.300 vào 30 tháng 6 năm 2015. Thành phố nằm ở Khu vực Auckland. Hội đồng khu vực Auckland cũng nằm ở Thành phố Auckland.

## Lịch sử

### Những người Maori và châu Âu đầu tiên
Những người đầu tiên định cư ở eo đất New Zealand vào khoảng những năm 1350 và nhận thấy đây là vùng đất phì nhiêu, màu mỡ. Sau đó nhiều ngôi làng bắt đầu mọc lên xung quanh những ngọn núi lửa. Theo ước tính, dân số Maori vào khoảng 20.000 người trước khi người châu Âu đến. Tháng 11 năm 1989, chính quyền trung ương đã tái cơ cấu các chính quyền địa phương khắp New Zealand. Sau khi đã bị nhiều phản đối và thách thức pháp lý lớn, Thành phố Auckland được sáp nhập với các khu vực hành chính nhỏ hơn để thành Hội đồng vùng Auckland. Thành phố mới có dân số gấp đôi thành phố cũ và ranh giới hành chính là do các đơn vị này cộng lại.

### Tiếp tục hợp nhất
Hiện thời cùng với những thảo luận về tốc độ gia tăng và các kế Họach cải thiện dịch vụ công cộng của vùng mà nhiều người cho rằng là dưới tiêu chuẩn cho một thành phố vào khổ của Auckland, có nhiều lời kêu gọi nên tiếp tục hợp nhất các chính quyền địa phương trong vùng Auckland, chính yếu là các thành phố khác của vùng đô thị quanh Auckland, hay là nên lập nên một chính quyền thống nhất (nghĩa là bãi bỏ các chính quyền thành phố và chỉ có hội đồng vùng đô thị như tại Nelson).
- Những người bảo vệ quan điểm gây sốc này chỉ rõ ra rằng hiện tại có đến 8 hội đồng được bầu lên (7 hội đồng địa phương và một hội đồng vùng) nên gây ra nhiều vấn đề liên quan đến hiệu quả công việc hành chánh.
- Những người phản đối thì chỉ ra những sự hợp nhất thất bại của những vùng đô thị khác và tỏ rõ nghi ngờ những tuyên bố về hiệu quả được cải thiện từ hợp nhất. Họ cũng cho rằng những sự hợp nhất được đề nghị thì kém dân chủ

## Địa lý
Phần chính của thành phố Auckland nằm trên một eo đất. Cảng Waitemata nhìn ra vịnh Hauraki chia eo đất từ thành phố North Shore và miền bắc. Cảng Manukau nhìn ra biển Tasman chia eo đất từ thành phố Manukau và miền nam.
Các đảo của vịnh trong bao gồm Rangitoto, Motutapu, Browns Island, Motuihe, Rakino, Ponui và Waiheke trong khi các đảo của vịnh ngoài gồm có Little Barrier, Great Barrier và các đảo Mokohinau. Một phần quan trọng của khu trung tâm thương mại Auckland và bờ biển mặt tiền được xây dựng trên vùng đất lấn biển 100 năm qua. Đang có kế Họach phát triển lớn vùng đất có cơ sở hạ tầng dưới tiêu chuẩn về phía tây của khu trung tâm thương mại. Nhiều doanh nghiệp bắt đầu di chuyển về đây trong năm 2006.

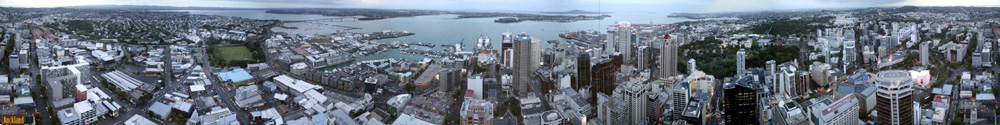
Toàn cảnh thành phố Auckland 360 độ

## Khí hậu
| Dữ liệu khí hậu của Auckland (1981–2010) | Dữ liệu khí hậu của Auckland (1981–2010) | Dữ liệu khí hậu của Auckland (1981–2010) | Dữ liệu khí hậu của Auckland (1981–2010) | Dữ liệu khí hậu của Auckland (1981–2010) | Dữ liệu khí hậu của Auckland (1981–2010) | Dữ liệu khí hậu của Auckland (1981–2010) | Dữ liệu khí hậu của Auckland (1981–2010) | Dữ liệu khí hậu của Auckland (1981–2010) | Dữ liệu khí hậu của Auckland (1981–2010) | Dữ liệu khí hậu của Auckland (1981–2010) | Dữ liệu khí hậu của Auckland (1981–2010) | Dữ liệu khí hậu của Auckland (1981–2010) | Dữ liệu khí hậu của Auckland (1981–2010) |
| Tháng                                    | 1                                        | 2                                        | 3                                        | 4                                        | 5                                        | 6                                        | 7                                        | 8                                        | 9                                        | 10                                       | 11                                       | 12                                       | Năm                                      |
| ---------------------------------------- | ---------------------------------------- | ---------------------------------------- | ---------------------------------------- | ---------------------------------------- | ---------------------------------------- | ---------------------------------------- | ---------------------------------------- | ---------------------------------------- | ---------------------------------------- | ---------------------------------------- | ---------------------------------------- | ---------------------------------------- | ---------------------------------------- |
| Trung bình ngày tối đa °C (°F)           | 23.1 (73.6)                              | 23.7 (74.7)                              | 22.4 (72.3)                              | 20.1 (68.2)                              | 17.7 (63.9)                              | 15.5 (59.9)                              | 14.7 (58.5)                              | 15.1 (59.2)                              | 16.5 (61.7)                              | 17.8 (64.0)                              | 19.5 (67.1)                              | 21.6 (70.9)                              | 19.0 (66.2)                              |
| Trung bình ngày °C (°F)                  | 19.1 (66.4)                              | 19.7 (67.5)                              | 18.4 (65.1)                              | 16.1 (61.0)                              | 14.0 (57.2)                              | 11.8 (53.2)                              | 10.9 (51.6)                              | 11.3 (52.3)                              | 12.7 (54.9)                              | 14.2 (57.6)                              | 15.7 (60.3)                              | 17.8 (64.0)                              | 15.1 (59.2)                              |
| Tối thiểu trung bình ngày °C (°F)        | 15.2 (59.4)                              | 15.8 (60.4)                              | 14.4 (57.9)                              | 12.1 (53.8)                              | 10.3 (50.5)                              | 8.1 (46.6)                               | 7.1 (44.8)                               | 7.5 (45.5)                               | 8.9 (48.0)                               | 10.4 (50.7)                              | 12.0 (53.6)                              | 14.0 (57.2)                              | 11.3 (52.3)                              |
| Lượng Giáng thủy trung bình mm (inches)  | 73.3 (2.89)                              | 66.1 (2.60)                              | 87.3 (3.44)                              | 99.4 (3.91)                              | 112.6 (4.43)                             | 126.4 (4.98)                             | 145.1 (5.71)                             | 118.4 (4.66)                             | 105.1 (4.14)                             | 100.2 (3.94)                             | 85.8 (3.38)                              | 92.8 (3.65)                              | 1.212,4 (47.73)                          |
| Số ngày giáng thủy trung bình (≥ 1.0 mm) | 8.0                                      | 7.1                                      | 8.4                                      | 10.6                                     | 12.0                                     | 14.8                                     | 16.0                                     | 14.9                                     | 12.8                                     | 12.0                                     | 10.3                                     | 9.3                                      | 136.1                                    |
| Độ ẩm tương đối trung bình (%)           | 79.3                                     | 79.8                                     | 80.3                                     | 83.0                                     | 85.8                                     | 89.8                                     | 88.9                                     | 86.2                                     | 81.3                                     | 78.5                                     | 77.2                                     | 77.6                                     | 82.3                                     |
| Số giờ nắng trung bình tháng             | 228.8                                    | 194.9                                    | 189.2                                    | 157.3                                    | 139.8                                    | 110.3                                    | 128.1                                    | 142.9                                    | 148.6                                    | 178.1                                    | 188.1                                    | 197.2                                    | 2.003,1                                  |
| Nguồn: NIWA                              |                                          |                                          |                                          |                                          |                                          |                                          |                                          |                                          |                                          |                                          |                                          |                                          |                                          |

## Danh sách các ngoại ô
Những danh sách ngoại ô này được sắp xếp theo khu vực bầu cử bắt đầu từ phía tây:
Avondale-Roskill

Avondale, Blockhouse Bay, Lynfield, New Windsor, Hillsborough, Three Kings, Waikowhai, Mount Roskill, Lynfield, Sandringham, Wesley, Waterview
Eden-Albert

Balmoral, Morningside, Mount Albert, Mount Eden,Owairaka, Kingsland, Sandringham, Waterview
Western Bays

Grey Lynn, Newton, Western Springs, Point Chevalier, Westmere, Ponsonby, Herne Bay
Hobson

Inner City ward

Epsom, Greenlane, Newmarket, One Tree Hill, Parnell, Remuera, Mechanics Bay, Grafton, Newton, Freemans Bay, Saint Marys Bay.
Eastern Bays

Mission Bay, Kohimarama, Saint Heliers, Orakei, Glendowie, Meadowbank, Saint Johns
Tamaki - Maungakiekie

Glen Innes, Point England, Tamaki, Panmure, Mount Wellington, Ellerslie. Otahuhu, Westfield, Southdown, Penrose, Oranga, Te Papapa, Onehunga, Royal Oak

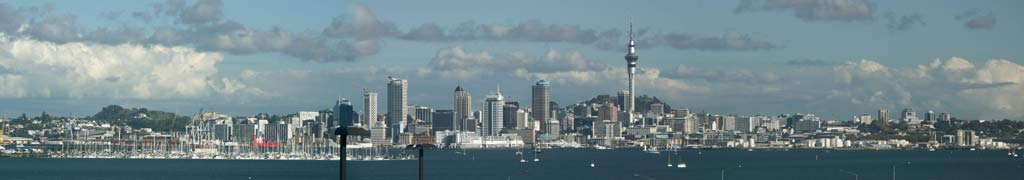
Khu trung tâm thương mại Auckland

## Các trường trung học
| - Academic Colleges Group - ACG Parnell College (trước là Junior College), Auckland - ACG Senior College, Auckland - Auckland Girls' Grammar School - Auckland Grammar School - Auckland International College - Avondale College - Baradene College - Dilworth School - Diocesan School for Girls, Auckland - Epsom Girls Grammar School - Glendowie College - Hebron Christian College - Immanuel Christian School, Auckland - King's College - Lynfield College - Marcellin College, Auckland - Marist College, Auckland - Macleans College, Auckland | - McAuley Girls High School - Michael Park School - Mount Roskill Grammar School - Mount Albert Grammar School - Odyssey House School - Onehunga High School - Otahuhu College - Papatoetoe High School - Penrose High School - Sacred Heart College - Selwyn College, Auckland - St Cuthbert's College - St Mary's College, Auckland - St Paul's College, Auckland - St Peter's College - Tamaki College - Waiheke High School - Western Springs College |

## Các thành phố kết nghĩa
Hội đồng Auckland duy trì mối quan hệ với các thành phố sau:
| - Các thành phố kết nghĩa - Los Angeles, Hoa Kỳ (1971) - Utsunomiya, Nhật Bản (1982) - Fukuoka, Nhật Bản (1986) - Brisbane, Úc (1988) - Quảng Châu, Trung Quốc (1989) - Thành phố Hồ Chí Minh, Việt Nam (1991) - Kakogawa, Nhật Bản (1992) - Đài Trung, Đài Loan (1996) - Busan, Hàn Quốc (1996) - Ninh Ba, Trung Quốc (1998) - Thanh Đảo, Trung Quốc (2008) | - Các thành phố hữu nghị - Tomioka, Nhật Bản (1983) - Shinagawa, Nhật Bản (1993) - Galway, Ireland (2002) - Nadi, Fiji (2006) - Hamburg, Đức (2007) - Pohang, Hàn Quốc (2008) |